# Glacier Colonia
Le glacier Colonia (en espagnol : Glaciar Colonia ou Ventisquero Colonia) est un glacier de vallée situé dans le champ de glace Nord de Patagonie au Chili. Il est à l'origine de deux lacs, le lac Cachet II et le lac Arco.
Le barrage de glace retenant les eaux du lac Cachet II se rompt régulièrement, ce qui génère des jökulhlaups importants de près de 200 millions de litres cubes d'eau.